# Улица Свободы (Таганрог)
Улица Свобо́ды — улица в городе Таганроге (Ростовская область). Расположена между Инструментальной и Транспортной улицами. Протяжённость улицы составляет 2120 м. Нумерация домов ведётся от Инструментальной улицы.

## История
Переименована в ул. Свободы в 1957 году, до этого называлась улицей Молокова в честь Героя Советского Союза, полярного лётчика В. С. Молокова.
В настоящий момент в связи с поэтапным введением в городе одностороннего движения улица Свободы частично переведена на него. Одностороннее движение было введено 1 августа 2009 года от Инструментальной улицы и до Колхозного переулка.

## На улице расположены
- По адресу ул. Свободы, 10 расположено здание Таганрогского дворца культуры и техники им. Димитрова (ныне «Социально-культурный центр „Приморский“»).
- По адресу ул. Свободы, 29 с 1957 года работает библиотека[5].
- В доме № 14 располагается офис Таганрогского отделения политической партии ЛДПР[6].
- По адресу ул. Свободы, 16 находится МОУ ДОД[сн 1] «Детская школа искусств»[7].
- По адресу ул. Свободы, 18-1 расположен детский сад № 48[8].

### Сноски
1. ↑  Муниципальное образовательное учреждение дополнительного образования детей.